# 西尾美香
西尾 美香（にしお みか、1981年12月12日 - ）は、日本の元女子プロレスラー、プロレスマネージャー。

## 人物
レスリングや水泳のスポーツなどを経験。ビジュアル的にも人気があり「大型ビジュアルファイター」として注目される。キャッチコピーは「ザ・ファイナリスト」。腰には「蓮」のタトゥーが彫られている。2003年のグラビア展開時のプロフィールではB88、W75、H95。堀越高校時代の同級生に佐藤江梨子がいる。
2013年3月24日にプロレスリング・ノア所属の谷口周平と結婚。恵比寿で結婚式が執り行われた。
後述するケガを患って以降は、OZアカデミー・尾崎魔弓代表率いる正危軍のマネジャー（SMマネジャーとも表記）として活動。特注の黒い一本鞭をメインアイテムとして使用していた（引退後は入れ替わりに加入した雪妃魔矢が継承したが、色を白に変更している）。

## 経歴・戦歴

### 全日本女子プロレス
2000年
- 全日本女子プロレスに入門。
- 9月30日、後楽園ホール大会において、対寺下ちゑ戦でデビュー。

2001年
- 2月25日、2000年度の新人王決定戦が行われ、寺下ちゑを破り新人王となった。
- 5月、先輩の脇澤美穂に代わり、脇澤、中西百重、高橋奈苗、納見佳容が所属していたアイドルユニット「キッスの世界」（プロデューサーはつんく）のメンバーとなった。

2002年
- 9月15日、全日本ジュニア王座決定リーグ戦の優勝決定巴戦で高瀬玲奈、米山香織に連勝し、全日本ジュニア王座を獲得。
- 10月6日、全日本ジュニア王座の防衛戦で小関香奈（デビュー戦）を破り、初防衛に成功。
- 10月8日、全日本シングル王座決定戦が行われ、藤井巳幸に敗れ王座奪取ならず。
- 10月20日、2代目ブリザードYukiに変身した。
- 12月22日、全日本ジュニア王座の2度目の防衛戦で高瀬玲奈に敗れ王座転落。

2003年
- 1月4日、米山香織の保持する全日本シングル王座に挑戦し、王座奪取。
- 1月26日、全日本シングル王座の初防衛戦で前村早紀を破り王座防衛。
- 2月16日、全日本シングル王座の2度目の防衛戦でHikaruを破り王座防衛。
- 3月21日、全日本タッグ王座決定戦が行われてHikaruとのコンビで王座を獲得。
- 5月10日、横浜アリーナ大会前日にHikaruと共に全日本女子プロレスを退団（その後、Hikaruは復帰）。その後先輩の堀田祐美子らと共にアルシオン（当時）にZ-SPIRITSのメンバーとして乱入。アルシオン崩壊後はメジャー女子プロレスAtoZに移籍。

### メジャー女子プロレスAtoZ
2004年
- 5月4日、堀田祐美子の保持するAtoZ世界王座に挑戦するも敗れ王座奪取ならず。
- 7月18日、納見の引退後空位となっていたオールパシフィック王座をHikaruとの決定戦の末、王座を獲得した。
- 9月22日、オールパシフィック王座の初防衛戦で玲央奈を破り王座防衛。
- 10月19日、オールパシフィック王座の2度目の初防衛戦で下田美馬を破り王座防衛。
- 11月7日、オールパシフィック王座の3度目の初防衛戦でHikaruに敗れ王座転落。

2006年
- 1月28日、JDスター女子プロレス格闘美大会を最後にAtoZを退団した。フリーランスとして活動を開始し様々な団体に上がっていた。

### OZアカデミー女子プロレス
- 2月29日、OZアカデミー新宿FACE大会で行われた尾崎魔弓とのシングルマッチ後、尾崎の誘いでOZアカデミーに参戦決定。
- 4月30日、OZアカデミー興行、OZ入団を賭けた試合中、豊田真奈美の場外プランチャーにより、第12胸椎と第1腰椎を脱臼骨折。選手活動の停止を余儀なくされる。
- 6月18日、新宿FACEにて行われたOZアカデミーとM's Styleの合同による「頑張れ西尾興行」に姿を表し、改めて正式にOZアカデミー入団を発表。以降、尾崎魔弓率いる尾崎軍（のちの正危軍）で元来のヒール志向が叶い、鞭を凶器にセコンドとして尾崎をサポート。ただし、骨折箇所にボルトが入った状況で、選手復帰の目途は立っていない。

2016年
- 2月21日、OZアカデミー新宿大会のオープニングで4年前にマイバッハ谷口と結婚していたことと、現在、妊娠4ヶ月であること、3月20日の後楽園大会で引退セレモニーを行うことを報告。
- 3月30日、OZアカデミー後楽園ホール大会にて、西尾美香引退記念特別タッグマッチとして小峠篤司&マイバッハ谷口with西尾美香vs鈴木みのる&砂辺光久が組まれ、谷口が勝利。負傷した際に履いていたリングシューズを履き引退セレモニーを行う。
- 8月21日、無事第一子を出産したことがOZアカデミー名古屋大会で発表される。

## 得意技
- タイガー・スープレックス・ホールド
- ファルコン・アロー
- 変形ローリング・ネックブリーカー
- ローリング・ソバット
- リバース・バイパーホールド
- ロカ

左腕で相手の右手首を背後に絞りあげ、自分の左脚を相手の首の後ろに引っ掛けるところがスタート。その状態から前方回転すると、相手は横回転し、レッグドロップでマットに叩きつけられる。
- フリージンロータス

相手の腕を取って、自分の脚を相手の首にかけ回転させて丸め込む。ラ・マヒストラルの改良型。

## タイトル歴
- 第44代オールパシフィック王座
- 第36代全日本シングル王座
- 第31代全日本タッグ王座（パートナーはHikaru）
- 第29代全日本ジュニア王座

## 入場テーマ曲
- Tenshi（Gouryella）

## 雑誌掲載
- 「週刊プレイボーイ」（集英社、2003年03月04日号、2003年12月23・30日合併号）

## 写真集
- M2―西尾美香・未来（2004年7月、鹿砦社、撮影：根本誠）ISBN 4-8463-0566-X